# Stalachtis halloweeni
Stalachtis halloweeni is een vlindersoort uit de familie van de prachtvlinders (Riodinidae), onderfamilie Riodininae.
Stalachtis halloweeni werd in 2006 beschreven door Hall, J.